# Dutch Uncles
I Dutch Uncles sono un gruppo musicale britannico formatosi nel 2008. Nella loro musica mescolano elementi caratteristici del math rock e del rock progressivo in un'innovativa forma di "art indie pop".

## Storia del gruppo
La band si forma a Marple, una piccola cittadina nel Greater Manchester, in Inghilterra, dall'idea dei compagni di scuola Robin Richards (basso), Andy Proudfoot (batteria) e Daniel Spedding e Pete Broadhead (chitarre). A loro si aggiunge successivamente il cantante Duncan Wallis. Il nome Dutch Uncles nasce nell'aprile 2008, e agli inizi del 2009 la band ha già pubblicato il suo album di debutto, omonimo. Il disco è stato registrato tra Amburgo e Londra ed è stato pubblicato dall'etichetta tedesca Tapete Records.
Nel 2010 la band debutta anche nel Regno Unito con il singolo The Ink, pubblicato dall'etichetta indipendente Love & Disaster il 31 maggio. Successivamente firmano con la Memphis Industries e pubblicano il singolo Fragrant il 1º novembre 2010. Il secondo album del gruppo, Cadenza, viene poi pubblicato il 25 aprile 2011, accompagnato da un EP di B-side omonimo. Al terzo album Out of Touch, in the Wild, pubblicato il 14 gennaio 2013, segue un altro EP, intitolato Godboy e pubblicato il 17 gennaio. Nel febbraio 2015 esce il quarto album di inediti della band, intitolato O Shudder.

## Formazione
- Duncan Wallis – voce, piano, xilofono
- Pete Broadhead – chitarra, xilofono
- Daniel Spedding – chitarra, cori
- Robin Richards – basso
- Andy Proudfoot – batteria, percussioni, cori

## Discografia

### Album in studio
- 2009 – Dutch Uncles
- 2011 – Cadenza
- 2013 – Out of Touch, in the Wild
- 2015 – O Shudder
- 2017 – Big Balloon
- 2023 - True Entertainment

### EP
- 2011 – Cadenza B-Sides
- 2013 – Godboy EP